# Luís Murat
Pour les articles homonymes, voir Murat.
Luis Morton Barreto Murat, né le 18 juin 1861 à Resende au Brésil et mort le 11 juillet 1929 à Rio de Janeiro, est un journaliste et poète brésilien du réalisme et du symbolisme. Il est l'un des fondateurs de l'Académie brésilienne des lettres.

## Biographie
Il étudie le droit et les sciences sociales à la Université de São Paulo. Il part ensuite pour Rio de Janeiro où il travaille comme journaliste.
Il publie son premier volume de poésie, Quatro poemas, en 1885. En 1886, avec Artur Azevedo, il fonde l'éphémère revue Vida Moderna (1886–1887), qui attire rapidement des contributeurs tels que Araripe Júnior, Xisto Bahia, Coelho Neto, Alcindo Guanabara, Raul Pompeia et Guimarães Passos. En 1891, il écrit la préface de son volume de poésie Versos de um simples (Poèmes d'un simple)
Un poème dramatique plus étoffé paraît en 1890, initialement dans le feuilleton de la Gazeta de Notícias, sur le héros national Joaquim José da Silva Xavier. Dans les premières années de la République, diverses tentatives de renouvellement de la poésie voient le jour. Ainsi, des poètes comme Murat, dont beaucoup figureront plus tard également parmi les fondateurs de l'Académie brésilienne de la langue et de la poésie, se regroupent, en réponse au romantisme antérieur, dans le Parnasianismo brasileiro, qui tire ses origines des  Parnassiens français
En 1891, il est élu député fédéral de l'État de Rio de Janeiro à l'Assemblée nationale constituante.

## Académie brésilienne des lettres
Luís Murat est l'un des fondateurs de l'Académie brésilienne des lettres, créée en 1897. Il choisit Adelino Fontoura (1859-1884), l'un des représentants du Parnasianismo, pour occuper le fauteuil numéro 1.

## Œuvres
- 1885 : Quatro poemas. Hamburgueza do Lobão, Rio de Janeiro 1885.
- 1890 : A última noite de Tiradentes, Rio de Janeiro 1890.
- 1890 : Ondas. 1ère série des Poesias.
- 1892 : Poesias. (1892)
- 1895 : Ondas. 2e série. Leuzinger, Rio de Janeiro 1895.
- 1902 : Sarah. Poème. Imprensa Nacional, Rio de Janeiro 1902.
- 1905 : Centenário de Bocage, Jornal do Comercio 1905
- 1910 : Ondas. 3e série. Lello & Irmão, Porto 1910.
- 1917 : Poesias escolhidas. Jacintho Ribeiro dos Santos, Rio de Janeiro
- 1920 : Ritmos e ideias. Poésie. Alves, Rio de Janeiro 1920.